# The Silver Key
The Silver Key is een kortverhaal van de Amerikaanse schrijver H. P. Lovecraft. Het verhaal maakt deel uit van de Droomcyclus. Het werd voor het eerst gepubliceerd in het januari 1929 nummer van het tijdschrift Weird Tales.

## Inhoud
Randolph Carter wordt bij aanvang van het verhaal 30, en verliest op die leeftijd de toegang tot de droomwereld, waar hij al jaren regelmatig kwam omdat volgens hem dromen de waarheid onthullen die mist in de wakende wereld. Hij begint een zoektocht naar een manier om terug te keren naar de wereld uit zijn jeugd. Een jarenlange zoektocht volgt, waarbij hij onder andere een paar jaar samen woont met de occultist Harley Warren totdat deze tijdens een nachtelijk tochtje op een kerkhof spoorloos verdwijnt (wat te lezen is in het verhaal de verklaring van Randolph Carter).
Uiteindelijk komt Carter op het spoor van een zilveren sleutel gedecoreerd met arabeske symbolen. Met de sleutel keert Carter terug naar zijn ouderlijk huis, waar hij dankzij de sleutel terugkeert in de tijd naar zijn kindertijd. Zijn volwassen versie verdwijnt hierbij uit de normale tijdlijn. Carter herleeft dankzij de sleutel zijn tienertijd en jaren als jong volwassene, waarna hij de sleutel nogmaals gebruikt om naar andere dimensies af te reizen.

## Inspiratie
Lovecraft kreeg mogelijk zijn inspiratie voor The Silver Key tijdens een bezoek aan Foster, Rhode Island, waar zijn voorouders aan moeders kant leefden. De naam van het personage Benijah Corey is samengesteld uit Emma Corey Phillips, een familielid van Lovecraft, en Benejah Place, een boer die tegenover het huis waar Lovecraft verbleef woonde.
Carters zoektocht in het verhaal is mogelijk gebaseerd op Joris-Karl Huysmans' À rebours (1884), wiens personage iets soortgelijks meemaakt.

## Reacties
Farnsworth Wright, redacteur van Weird Tales, verwierp The Silver Key toen Lovecraft dit verhaal in 1927 aanbood. Het jaar erop vroeg Wright of hij het verhaal nogmaals mocht inzien, en dit keer accepteerde hij het. Later vertelde hij aan Lovecraft dat de lezers van het tijdschrift het verhaal over het algemeen niks vonden.

## Connecties met andere verhalen
The Silver Key is een van de verhalen van Lovecraft waarin Randolph Carter zijn opwachting maakt. Carter speelde eerder mee in The Statement of Randolph Carter en The Unnamable, en werd nadien ook door Lovecraft ten tonele gevoerd in The Dream-Quest of Unknown Kadath en Through the Gates of the Silver Key.
An H. P. Lovecraft Encyclopedia vergeleek The Silver Key met Lovecrafts eerdere verhaal The Tomb. Ook in dit verhaal ontdekt de hoofdpersoon een sleutel waarmee hij de geheimen van het verleden kan ontsluiten.